# Natália Falavigna
Natália Falavigna da Silva (Maringá, 9 maggio 1984) è una taekwondoka brasiliana.

## Palmarès

### Olimpiadi
- 1 medaglia:
  - 1 bronzo (Pechino 2008 nei 67 kg)

### Mondiali
- 4 medaglie:
  - 1 oro (Madrid 2005 nei 72 kg)
  - 3 bronzi (Jeju 2001 nei 63 kg; Pechino 2007 nei 72 kg; Copenaghen 2009 nei +73 kg)

### Giochi panamericani
- 1 medaglia:
  - 1 argento (Rio de Janeiro 2007 nei +67 kg)

### Giochi sudamericani
- 2 medaglie:
  - 1 oro (Rio de Janeiro 2002 nei 72 kg)
  - 1 argento (Santiago 2014 nei +67 kg)

### Universiadi
- 2 medaglie:
  - 1 oro (Belgrado 2009 nei +72 kg)
  - 1 argento (Daegu 2003 nei 72 kg)